# Интарсия
Инта́рсия (от итал. intarsio— врезание, углубление) — разновидность инкрустации, техника декорирования какой-либо поверхности, при которой один материал углубляется, врезается в толщу другого. В популярной литературе и даже в специальных изданиях часто неправомерно отождествляются техника поверхностной облицовки (мозаичный набор), оклейки, или деревянного набора (маркетри) с углублённой интарсией. Различие этих приёмов действительно незаметно со стороны, его можно уловить только при взгляде на изделие с торца (но торцовая часть обычно прикрыта каким-либо обрамлением).

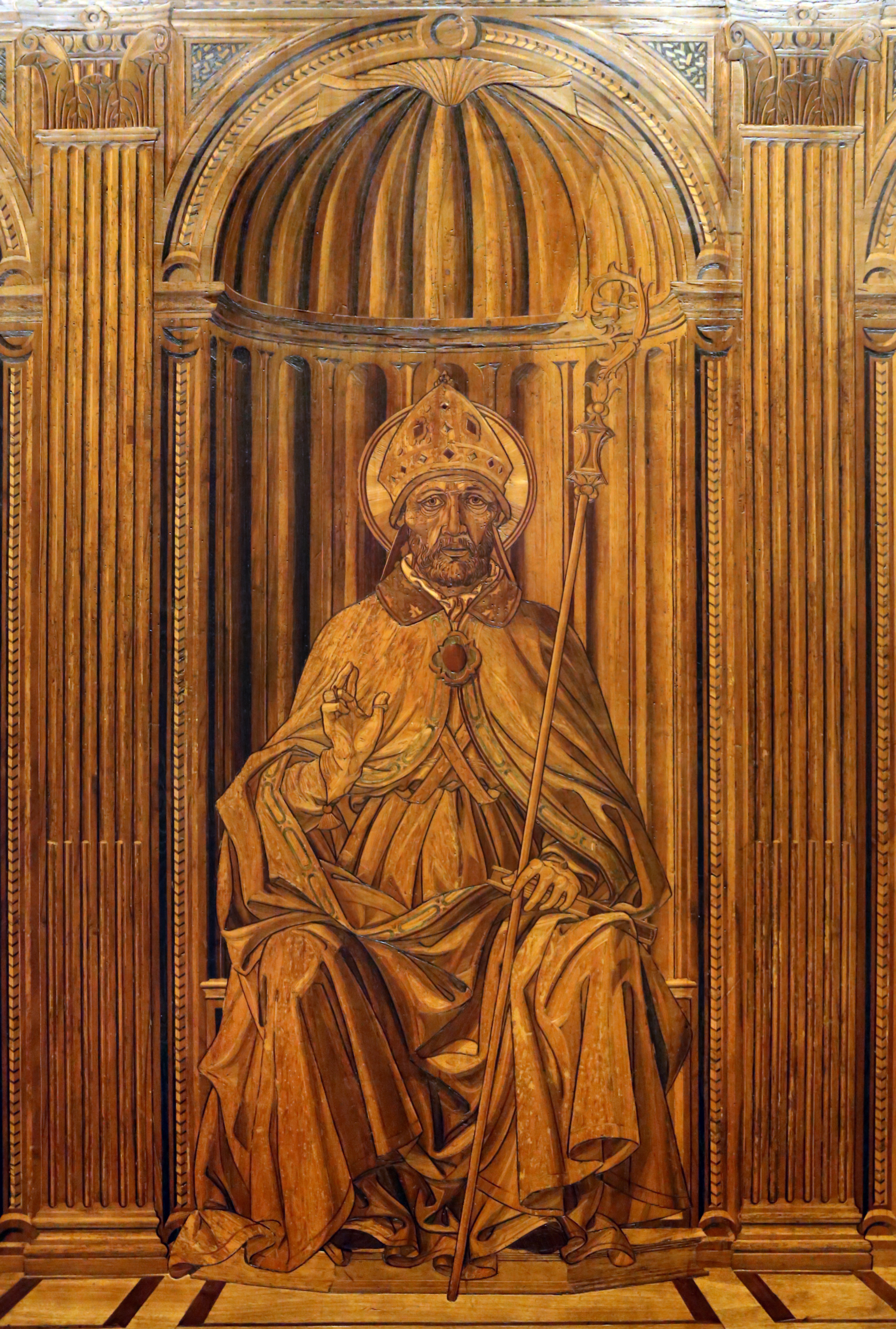
Джулиано да Майано, Алессио Бальдовинетти. Панель Сакристии Святой Мессы собора Санта-Мария-дель-Фьоре. 1436—1468. Флоренция

Потребность в интарсии возникает в тех случаях, когда необходимо соединить разные по толщине и физическим свойствам материалы, например, дерево и камень. Ради прочности необходимо один материал вставлять в углубления другого; поверхностная оклейка не подойдёт. С помощью «углублённой инкрустации» (вероятно, возможен и такой термин) древние египтяне декорировали мебель, ларцы, саркофаги из кедра или чёрного дерева египетским фаянсом, лазуритом, слоновой костью, панцирем черепахи, перламутром. После заглубления декоративного материала в основу поверхность полировали. Интарсионной является техника насечки по металлу (заглубления латунной проволоки в гравированные узоры на серебре; другое название этой техники: таушировка). В эпоху итальянского Возрождения интарсию по дереву применяли как в мебели, так и для декорирования стен.
Шедевром искусства в этой технике с использованием различных пород дерева, мрамора и стеклянной пасты являются стенные панели Сакристии Святой Мессы собора Санта-Мария-дель-Фьоре во Флоренции, созданные Джулиано и Бенедетто да Майано, а также студиоло герцога Федерико да Монтефельтро в Палаццо Дукале (герцогском дворце) в Урбино (1473—1476). Второе «Студиоло», оформленное по желанию Федерико да Монтефельтро во дворце в Губбио, создавалось в 1479—1482 годах.
Правда, итальянцы всегда предпочитали обобщающий термин — инкрустация (возможно, следуя латинской этимологии), что вносит некоторую двусмысленность в случаях технической реконструкции. В XVII в. голландские и фламандские мастера в технике интарсии декорировали мрамором, перламутром и цветными камнями кабинеты из чёрного дерева. Знаменитый французский мебельный мастер А.-Ш. Буль создавал свои шедевры также в технике интарсии, соединяя дерево, латунь, серебро, панцирь черепахи, слоновую кость и олово. В XVIII—XIX веках в искусстве мебели трудоёмкая техника интарсии постепенно вытеснялась простым деревянным набором — маркетри.